# 赤瓜礁海战
赤瓜礁海戰，又稱南沙海戰或“3·14”海战，是1988年3月14日中国與越南為爭奪南中國海上多个南沙群岛島礁而发生的小規模战役。中国在战役中得胜，夺取了南沙群岛赤瓜礁等6个重要岛礁，越南海军伤亡严重。
越南政府将南沙群岛称作“长沙群岛”，将赤瓜礁称为“鬼鹿角礁”，因此将这次海战称为“长沙海战”（越南语：／）或“鬼鹿角礁事件”（越南语：／）。

## 背景
中国1980年代与西方国家的关系得到改善，国际地位显著提升。1987年2月，联合国教科文组织政府间海洋学委员会第14次会议通过《全球海平面联测计划》，中国政府受委托建立5个海洋观测站，其中一个建在南沙群岛，该观测站序号为74。经考察选址，中国决定在永暑礁设立第74号海洋观测站，并派出海军编队到南沙群岛海域建站。期间，越南政府外交部声明要干预中国建立74号海洋观测站。

## 經過

### 对峙
为了保护南沙的海洋观测站，中国人民解放军海军南海舰队奉命进入南沙群岛海域。1988年1月14日，中国海军将用于建站的部分施工器材运到永暑礁。1月31日，两艘越南海军的武装运输船运载修建高脚屋的器材到永暑礁。中国海军担任警戒任务的552宜宾号护卫舰编队拦截越南船只，派出7名官兵駕駛小艇登上永暑礁，插上了中国国旗，越南海军放弃了占礁行动。在中国海军舰队的保护下，中国海军施工部队1988年2月上旬开始在永暑礁建设海洋观测站。
1月15日至2月19日，越南海軍171舰队，125运输旅先后派出艦隻、人员搶佔中國軍隊所據礁盤周围的其它岛礁，中越軍人在岛礁上對峙近一個月。
2月18日，中国海军162南宁号驱逐舰、508西昌号护卫舰、南拖147号拖船与越南海军851号扫雷舰、614号运输船在南沙群岛尹庆群礁华阳礁对峙。中国海军和越南海军士兵同时冲上华阳礁企图抢占礁盘，双方士兵在礁盘上对峙，越南海军最终撤走。
当时，中共中央高层总结南沙斗争的原则为“不主动惹事、不首先开枪、不示弱、不吃亏、不丢面子，如果敌占我岛屿，要强行把他赶走”。2月22日，中国海军南海舰队派出护卫舰502南充舰、503开源舰编队（指挥官为南海舰队榆林基地参谋长陈伟文） 前往南沙海域；3月5日，由东海舰队派出的护卫舰510绍兴舰、531鹰潭舰编队抵达永暑礁附近海面，会合先前到达的553韶关护卫舰、556湘潭舰编队。 经部署553舰、556舰编队，510舰、531舰编队在永暑礁、华阳礁海域巡逻。502舰、503舰编队部署在南薰礁附近海域巡逻，并在礁盘上修建高脚屋。
3月12日，越南海军派遣三艘军舰（HQ505登陆舰、HQ604、HQ605武装运输船）运送117名武装人员前往南沙群岛九章群礁赤瓜礁试图修建高脚屋。
3月13日6时，中国海军派遣正在南薰礁附近海域巡逻的护卫舰502“南充”舰前往赤瓜礁。3月13日14时25分，中国海军502舰抵达，并派出船员登上赤瓜礁。3月13日傍晚，越南海军三艘军舰抵达赤瓜礁附近海域，对中国军舰要其离开的喊话并不理会，HQ505登陆舰到鬼喊礁（赤瓜礁西北1.5海里）附近抛锚，HQ604运输船到赤瓜礁抛锚，HQ605到琼礁（赤瓜礁东北5海里）抛锚。 3月13日晚中国海军增派两艘护卫舰，531“鹰潭”舰、556“湘潭”舰前往支援。
3月14日6时30分，中国海军531“鹰潭”舰抵达赤瓜礁；6时44分，中国海军556“湘潭”舰抵达， 奉命警戒琼礁方向。中国海军502、531、556护卫舰编队由陈伟文担任指挥员。

### 交火

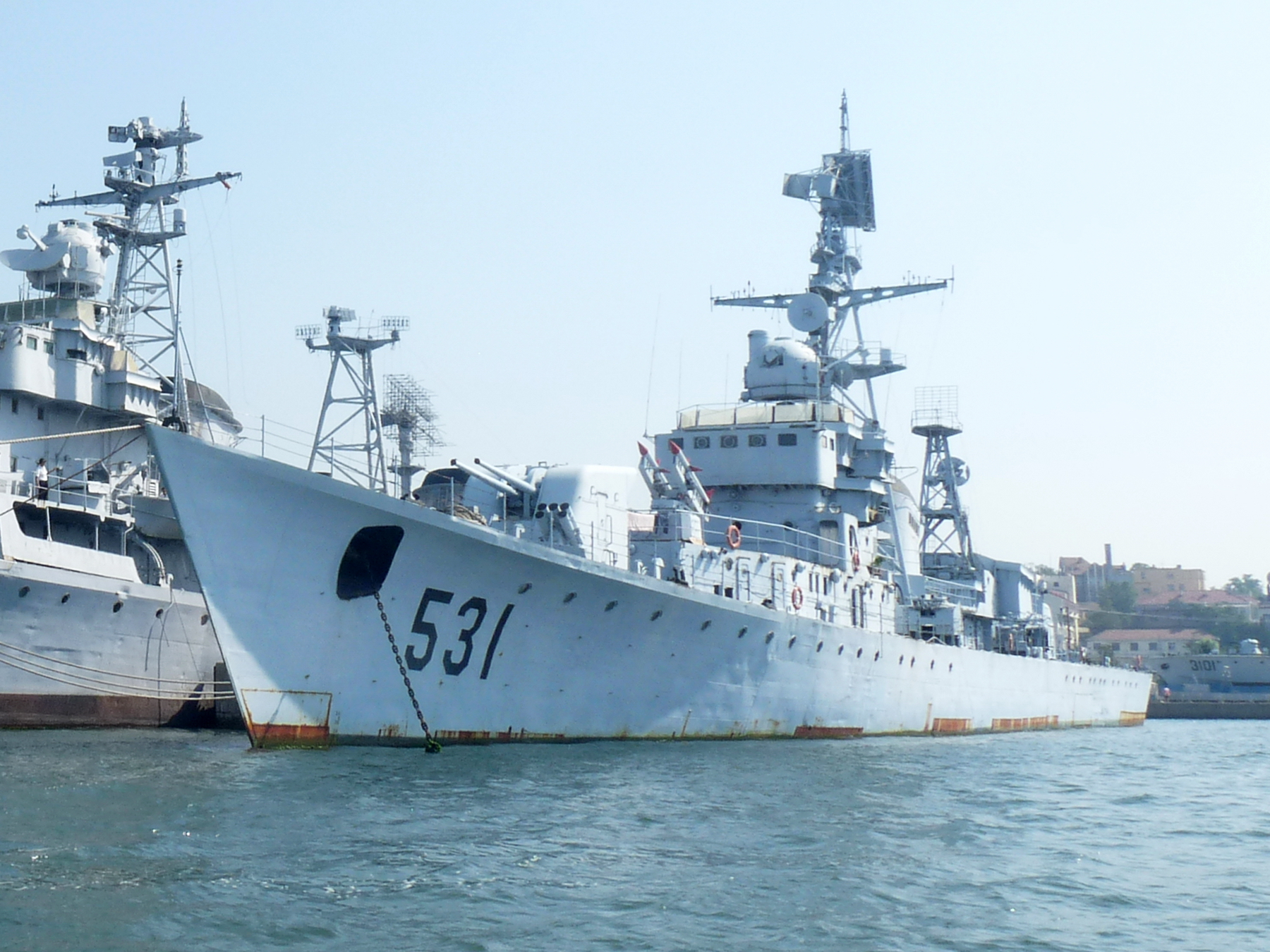
曾参加赤瓜礁海战的“鹰潭”舰（舷号531）退役后存放于青岛海军博物馆

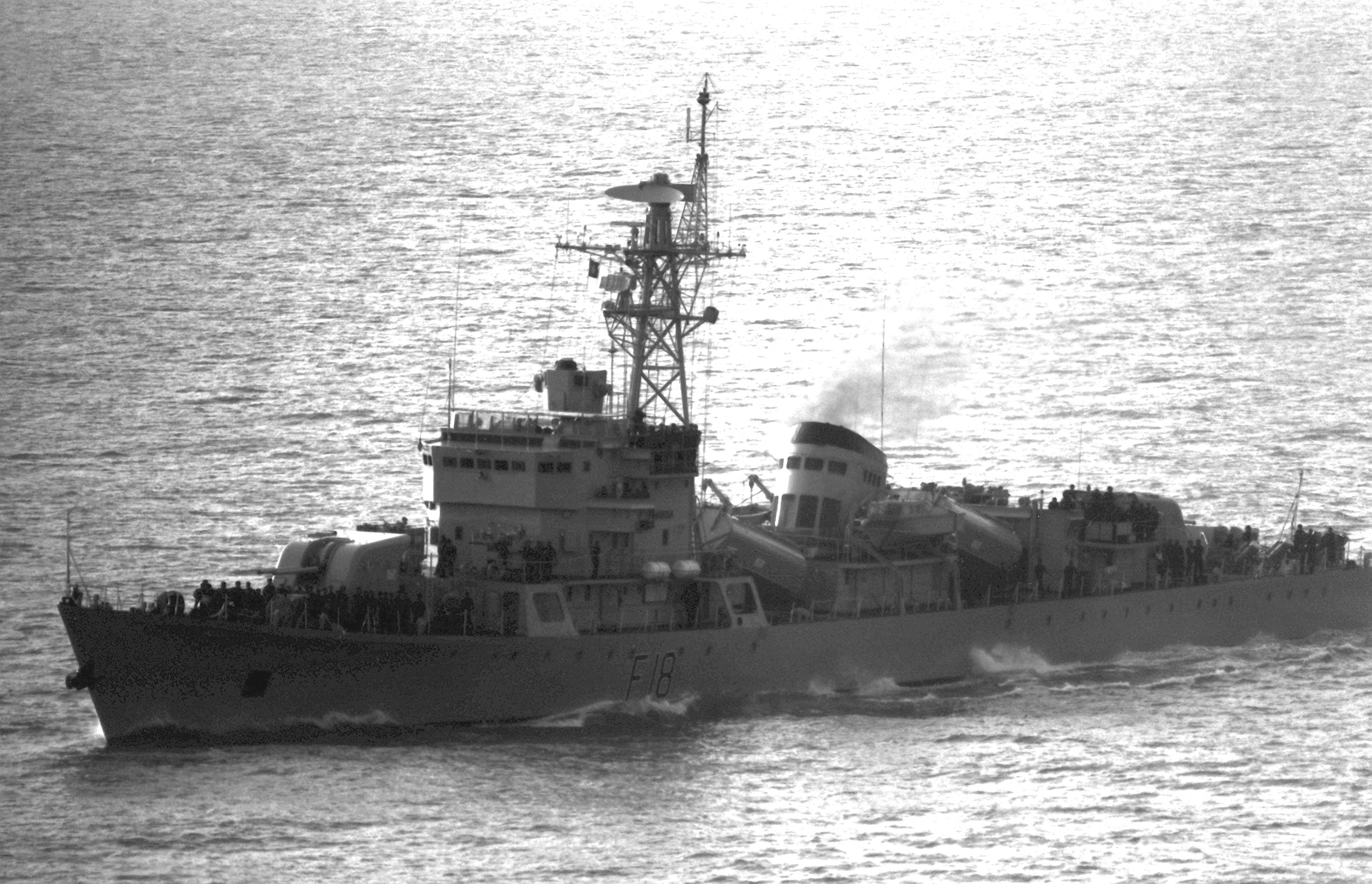
曾参加赤瓜礁海战的“湘潭”舰于1989年转让与孟加拉国海军

3月14日晨6時，越南海军利用低潮开始登上赤瓜礁，604号武装运输船派出43人。中国海军502舰派出33人，531舰派出25人，共计58人登上赤瓜礁。8時，双方人员在礁盘上形成对峙。中国502舰政委李楚群带领7名士兵，驾驶小艇绕过越南运输船驶近礁盘，将繫留越军登礁小船的缆绳砍断。
在双方对峙的过程中，中国531舰反潜兵班长杜祥厚出手拔掉插在礁盤上的越南國旗。双方争夺旗帜过程中，中国502舰副枪炮长楊志亮用手推開越軍瞄准的槍支，杨志亮左臂被子弹射穿，8时47分，双方士兵发生交火。越南604船上的機槍也向礁盘上开火，8时48分，中國海军502艦亦開火還擊。4分鐘後越軍604船起火，8分钟后下沉，随后越军登礁人员40多人表示投降。
中国海军531舰距离30链与越南505登陆舰交火，由于火炮射击舰体震动，主炮火控雷达发生故障。中國502艦击沉越南604船后也调转炮口向越南505登陸舰射击。531舰全舰发生故障54起，主炮火控雷达故障一直未能修复，只发射几十发炮弹即射击中断，致使未能击沉越505舰。越南505艦舰体起火，舰上炮位被毁，为避免沉没在附近鬼喊礁上抢滩搁浅。
在琼礁海域，越南605号放出舢板登礁，9时15分，在发出警告无效的情况下，中国海军556舰接到编队指挥员命令对越南605号武装运输船发起攻击，越南605船中弹起火，指挥台被击毁，船体严重倾斜，甲板上水。9时37分，中国556舰停止射击（据陈伟文少将战后回忆556舰曾被调来打越南505登陸舰）。后查证越南605船当晚沉没。
战斗中中国海军3艘军舰共消耗100毫米炮弹285发、37毫米炮弹266发。

## 結果
当时中国人民解放军空军还不能有效支援南沙群岛海域的作战，因担心越南空军的空中支援，中国海军编队在战斗后撤离了战场。战后，中华人民共和国外交部向越南驻华使馆递交抗议照会，但中国政府当时采取了低调处理方式。
中国方面统计指出，舰艇编队中仅有第二小组上礁考察队长杨志亮1人左臂负伤，无人死亡。
此次战斗，越南方面艦艇被擊沉2艘、被擊傷搁浅焚毁1艘（同年7月12日拖带时沉没）。中国数据指出，越軍死亡40余人。被俘40多人，其中中校军官1人。（为迎战可能出现的增援越南军舰，中国舰队收回登礁人员，向外海机动占据阵位，最初投降的俘虏也顾不上接收，再返回礁盘时俘虏只剩9人）。
最终，中国方面占领了赤瓜礁，越南方面则利用伤舰抢滩占领了鬼喊礁、琼礁，对赤瓜礁形成夹击之势。

## 参战舰艇

### 中国人民解放军海军
- 502号“南充”舰（属65型护卫舰，北约代号"江南"级），标准排水量1150吨，最大航速22节，装备3门100mm口径炮；4座双联37mm口径炮；14.5mm口径机枪。[20]（“南充”舰退役后自1995年保存在青岛海军博物馆，由于舰况持续恶化，2012年9月拖往拆船厂被拆毁。）
- 531号“鹰潭”舰（属053K型导弹护卫舰，北约代号"江东"级），标准排水量1674吨，最大航速30节，两座双联对空型导弹发射器（“红旗”61型防空导弹）；两座双联100mm口径炮；4座双联37mm口径炮。[21]（“鹰潭”舰1994年退役后保存在青岛海军博物馆）
- 556号“湘潭”舰（属053H1型导弹护卫舰，北约代号"江湖II"级）标准排水量1565吨，最大航速26节，两座双联对海型导弹发射器（“上游”1型反舰导弹）；两座双联100mm口径炮；4座双联37mm口径炮。（“湘潭”舰于1989年转让孟加拉国海军，改名“Osman”，舷号F18）

### 越南人民军海军
- HQ505号“归仁”登陆舰（美国建造的LST坦克登陆舰），標準排水量1651吨，最大航速12节，装备4座双联40mm口径炮。(原美国建造的LST坦克登陆舰LST-509“布洛克县”号（英语：USS Bulloch County (LST-509)）于1970年4月转交给南越海军，舷号变为HQ504，改名“归仁”号，1975年该舰为北越俘获，舰名仍为“归仁”号，改舷号为HQ505，用以顶替在越南统一前夕逃离南越加入菲律宾海军的原HQ505“芽庄”号登陆舰。)
- HQ604号武装运输船，排水量368吨，满载排水量822吨，装备14.5mm口径KPV重機槍。
- HQ605号武装运输船，排水量368吨，满载排水量822吨，装备14.5mm口径KPV重機槍。

## 影响
越南在1979年后因苏联无偿租用金兰湾作其后盾，加强了对南海各岛屿资源的支配，海峡两岸因长期对立，均无法或无力对南沙群岛作有效控制。至2012年，南沙群岛岛礁中有29个為越南所控制并有驻军。
中国在此次战斗发生以前，虽然一直宣称拥有南沙群岛的主权，但实际上并没有有效控制其中任何一个岛屿、珊瑚礁或沙洲。1970年代以后，南中国海周边国家纷纷进入南沙群岛，单方面划定疆域，并借助外资进行资源开发，使得中方加速進駐該地區。在本次海战以后，中国控制了南沙群岛的永暑礁、华阳礁、东门礁、南薰礁、渚碧礁、赤瓜礁共6个重要岛礁，填补了中国对南沙群岛实际控制的空白点。
此次海战也引起东南亚各国对中国的忧虑；由于当时正处于中国与西方国家的蜜月期，除苏联外，欧美各国并没有做更多评论。